# Dafne Keen
Pour les articles homonymes, voir Keen.
Daphné Keen Fernández, dite Dafne Keen, est une actrice britannico-espagnole, née le 4 janvier 2005 à Madrid.
En 2017 et 2024, elle incarne la jeune mutante Laura Kinney / X-23 dans le film Logan ainsi que dans l'univers cinématographique Marvel, avec Deadpool et Wolverine et de 2019 à 2022, le personnage principal Lyra Belacqua dans la série télévisée His Dark Materials.

## Biographie

### Jeunesse
Née et élevée à Madrid. Elle est la fille de l'acteur britannique Will Keen et de l'actrice, et écrivaine espagnole Maria Fernández Ache.

### Carrière
En 2015, elle fait ses débuts dans la série télévisée hispano-britannique The Refugees (en), où elle joue Ana « Ani » Cruz Oliver, la fille d'Emma Oliver (Natalia Tena) et Samuel « Sam » Cruz (interprété par son père, Will Keen).
En 2017, elle est à l'affiche du film X-Men, Logan, dans lequel elle interprète le personnage de Laura Kinney / X-23, aux côtés de Hugh Jackman et Patrick Stewart,.
En 2019, elle interprète le personnage Lyra Belacqua dans la série His Dark Materials : À la croisée des mondes pour HBO/BBC One. La série s'achève en 2023.
En décembre 2022, elle est annoncée au casting de la série The Acolyte, nouvelle série de l'univers Star Wars centrée sur les Sith,. Elle y incarne Jecki Lon, une Padawan.
En juillet 2024, une bande annonce du film Deadpool & Wolverine révèle que l'actrice reprend son rôle de Laura / X-23 dans le 34e long métrage de Marvel Studios, 7 ans après la sortie de Logan.

## Filmographie

### Cinéma

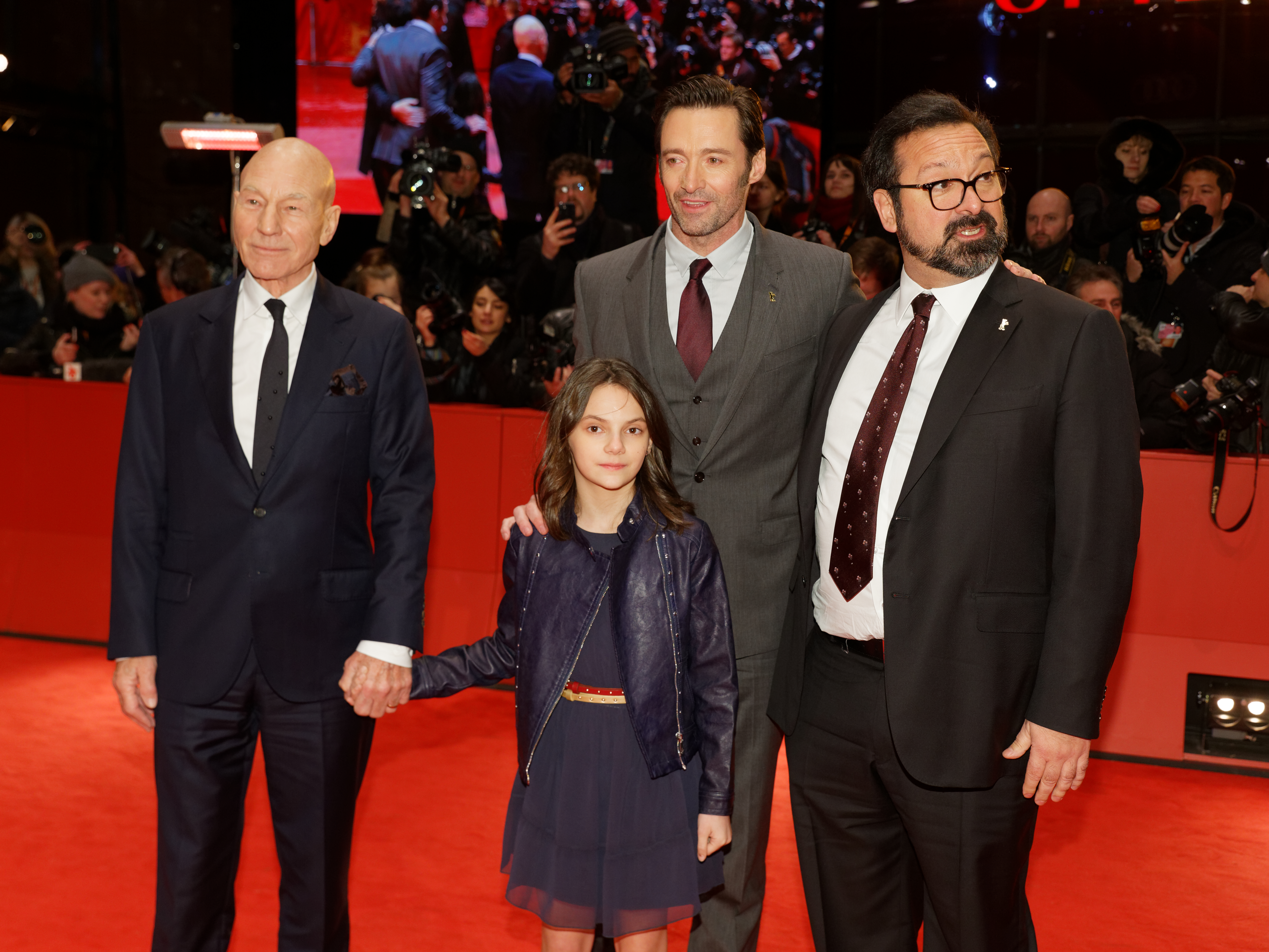
Dafne Keen entourée de ses partenaires de Logan et du réalisateur James Mangold, à la première mondiale du film, à la Berlinale 2017.

#### Longs métrages
- 2017 : Logan de James Mangold : Laura Kinney / X-23
- 2020 : Ana (en) de Charles McDougall : Rafa
- 2024 : Deadpool et Wolverine de Shawn Levy : Laura Kinney / X-23

### Télévision

#### Séries télévisées
- 2015 : The Refugees (en) : Ana « Ani » Cruz Oliver
- 2019-2023 : His Dark Materials : À la croisée des mondes : Lyra Belacqua
- 2024 : The Acolyte : Jecki Lon

## Voix francophones
En version française, Clara Quilichini est la voix régulière de l’actrice. Elle la double dans toutes ses productions.